# 関寛
関 寛（せき ひろし、1946年11月4日 - ）は、日本の実業家。2010年現在中道リース株式会社代表取締役社長。また同社の筆頭株主でもある。

## 経歴
北海道帯広市出身。1965年3月、北海道帯広三条高等学校を卒業。1970年3月、北海学園大学法学部卒業。
1970年4月、帯広市役所に入所する。1986年帯広市市民公室秘書課長となる。1990年3月、帯広市役所を退職する。
1990年4月、岳父・中道昌喜が創業した中道リース株式会社の常務取締役社長室室長に就任する。1991年4月、同社専務取締役に就任する。1992年4月、同社代表取締役副社長となる。
1994年4月、中道リース株式会社代表取締役となる。また、中道リースの母体会社であった中道機械の取締役も兼任する。以後、経営トップとして、中道リースの発展に寄与する。関東・東北地方に営業エリアを広げる。リース債権の小口化や流動化を推し進める。2005年7月14日、中道機械と中道リースとの対等合併が発表され、中道機械の代表取締役社長に就任することが予定されていた。同年8月29日、中道機械との合併が白紙撤回される。
2009年2月5日、中道機械が民事再生法の適用を申請して倒産する。しかし、中道機械から独立して発展した中道リースへの影響は大きくない。この際に中道機械が所有していた中道リース株式を個人で譲り受けたため、2010年現在中道リースの筆頭株主となっている。